# Matteo Spreafico
Matteo Spreafico (Erba, 15 februari 1993) is een Italiaans wielrenner.

## Carrière
In 2014 reed Spreafico zich in dienst van Team Idea naar de vierde plaats in de Trofeo Edil C. Later dat seizoen werd hij zeventiende op het nationale kampioenschap tijdrijden. Omdat zijn ploeg na 2015 ophield te bestaan moest Spreafico op zoek naar een nieuwe ploeg en tekende een contract bij het Oekraïense Kolss-BDC. Namens deze ploeg werd hij in 2016 opnieuw zeventiene op het nationale kampioenschap tijdrijden en werd hij elfde in de Beker van de Subkarpaten. In september eindigde hij op plek 21 in de Coppa Bernocchi. Mede door deze resultaten tekende hij voor het seizoen 2017 een profcontract bij Androni Giocattoli-Sidermec.
In juni 2017 werd hij achttiende in het eindklassement van de Ronde van Bihor, met een achterstand van bijna drie minuten op zijn winnende ploeggenoot Rodolfo Torres. Later dat jaar werd hij onder meer zevende in het eindklassement van de Ronde van China II, waar Kevin Rivera won.
In 2018 behaalde hij zijn eerste UCI-overwinning toen hij de vijfde etappe, een tijdrit, in de Ronde van Venezuela won. De leiderstrui die hij daaraan overhield wist hij tot het eind te verdedigen, waardoor hij Carlos Torres opvolgde op de erelijst.

## Doping
Tijdens de Ronde van Italië van 2020 testte Spreafico twee keer positief op het gebruik van doping. Het ging om het gebruik van het middel enobosarm, ook wel ostarine genoemd, een middel dat dezelfde werking heeft als anabole steroïden. Hierdoor werd debutant Spreafico voorafgaand aan de negentiende etappe van de Ronde van Italië uit koers gezet. De Italiaan was op dat moment pas een paar maanden in dienst van Vini Zabù-KTM.
Op 4 mei 2021 maakte de UCI bekend dat Spreafico met terugwerkende kracht van 22 oktober 2020 tot 21 oktober 2023 is geschorst. Zijn uitslagen uit de Ronde van Italië van 2020 zijn geschrapt.

## Belangrijkste overwinningen
2018
5e etappe Ronde van Venezuela
Eindklassement Ronde van Venezuela

## Resultaten in voornaamste wedstrijden
| Jaar | Ronde van Italië | Ronde van Frankrijk | Ronde van Spanje |
| ---- | ---------------- | ------------------- | ---------------- |
| 2018 |                  |                     |                  |
| 2019 |                  |                     |                  |
| 2020 | uitgesloten      |                     |                  |

| Jaar | Ronde van Lombardije |
| ---- | -------------------- |
| 2018 | 96e                  |
| 2019 |                      |
| 2020 | 84e                  |

## Ploegen
2012 –  Team Idea (stagiair vanaf 1 augustus)
2014 –  Team Idea
2015 –  Team Idea 2010 ASD
2016 –  Kolss-BDC Team
2017 –  Androni-Sidermec-Bottecchia
2018 –  Androni Giocattoli-Sidermec
2019 –  Androni Giocattoli-Sidermec
2020 –  Androni Giocattoli-Sidermec (tot en met 30 juni)
2020 –  Vini Zabù-KTM (van 31 juli t/m 23 oktober)
2024 –  Mg.K Vis-Colors for Peace
2025 –  Mg.K Vis Costruzioni e Ambiente
Barla · Bisolti · Boifava · Busato · Cominelli · De Maria · Dodi · Frapporti · Karimov · Palini · Ratti · Gadda (stagiair) · Spreafico (stagiair)
Ballerini · Carantoni · Collodel · Delle Stelle · Gadda · Mossini · Nespoli · Pettiti · Pichetta · Spreafico · Tedeschi
Capelli · Damiano · Garby · Malucelli · Mariani · Peretto · Pettiti · Reda · Spreafico · Tizza · Todaro · Torta · Viganò
Ballerini · Benfatto · Bernal · Bonusi · Cattaneo · D'Urbano · Mar. Frapporti · Mat. Frapporti · Gavazzi · Malucelli · Masnada · Pacioni · Palini · Rivera · Sosa · Spreafico · Taliani · Torres · Vendrame
Ballerini · Belletti · Benfatto · Bisolti · Bonusi · Cattaneo · Chirico · Mar. Frapporti · Mat. Frapporti · Gavazzi · Malucelli · Masnada · Rivera · Sosa · Spreafico · Torres · Vendrame · Lizde (stagiair) · Viel (stagiair)
Belletti · Benfatto · Bisolti · Busato · Cardona · Cattaneo · Fedrigo · Flórez · Mar. Frapporti · Mat. Frapporti · Gavazzi · Masnada · Montaguti · Muñoz · Pelucchi · Rivera · Rumac · Spreafico · Vendrame · Viel · Bais (stagiair) · Ravanelli (stagiair) · Venchiarutti (stagiair)